# Adesão celular

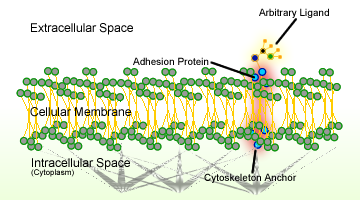
Esquema.

A adesão celular é o processo pelo qual as células interagem e se ligam às células vizinhas por meio de moléculas especializadas da superfície celular. Esse processo pode ocorrer por meio do contato direto entre as superfícies das células, como as junções celulares, ou por meio da interação indireta, em que as células se ligam à matriz extracelular circundante, uma estrutura semelhante a um gel que contém moléculas liberadas pelas células nos espaços entre elas. A adesão celular ocorre a partir das interações entre as moléculas de adesão celular (CAMs), proteínas transmembrana localizadas na superfície celular. A adesão celular liga as células de diferentes maneiras e pode estar envolvida na transdução de sinais para que as células detectem e respondam a mudanças no ambiente. Outros processos celulares regulados pela adesão celular incluem a migração celular e o desenvolvimento de tecidos em organismos multicelulares. Alterações na adesão celular podem interromper processos celulares importantes e levar a uma série de doenças, incluindo câncer e artrite. A adesão celular também é essencial para que organismos infecciosos, como bactérias ou vírus, causem doenças.

## Mecanismo geral

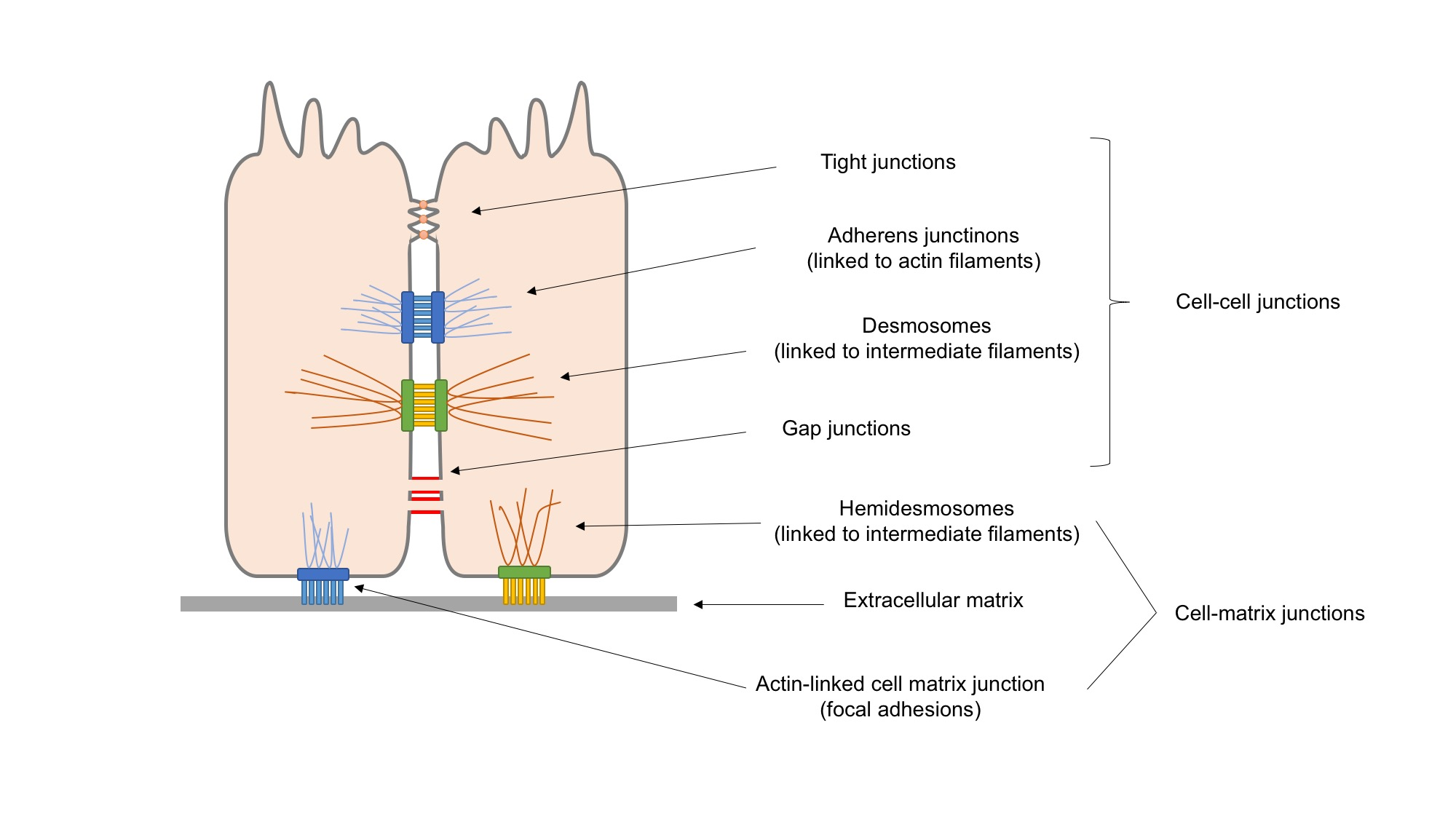
Diagrama geral dos diferentes tipos de junções celulares presentes nas células epiteliais, incluindo junções célula-célula e junções célula-matriz.

As CAMs são classificadas em quatro famílias principais: integrinas, superfamília de imunoglobulina (Ig), caderinas e selectinas. As caderinas e as IgSF são CAMs homofílicas, pois se ligam diretamente ao mesmo tipo de CAMs em outra célula, enquanto as integrinas e as selectinas são CAMs heterofílicas que se ligam a diferentes tipos de CAMs. Cada uma dessas moléculas de adesão tem uma função diferente e reconhece diferentes ligantes. Os defeitos na adesão celular geralmente são atribuídos a defeitos na expressão de CAMs.
Em organismos multicelulares, as ligações entre as CAMs permitem que as células adiram umas às outras e criam estruturas chamadas junções celulares. De acordo com suas funções, as junções celulares podem ser classificadas como:
- Junções de ancoragem (junções aderentes, desmossomos e hemidesmossomos), que mantêm as células unidas e fortalecem o contato entre elas.
- Junções de oclusão (tight junctions), que selam as lacunas entre as células por meio do contato célula-célula, criando uma barreira impermeável para a difusão
- Junções comunicantes (gap junctions), que ligam o citoplasma de células adjacentes, permitindo o transporte de moléculas entre as células
- Junções de transmissão de sinais, que podem ser sinapses no sistema nervoso

Alternativamente, as junções celulares podem ser categorizadas em dois tipos principais, de acordo com o que interage com a célula: junções célula-célula, mediadas principalmente por caderinas, e junções célula-matriz, mediadas principalmente por integrinas.

### Junções célula-célula
As junções célula-célula podem ocorrer de diferentes formas. Nas junções de ancoragem entre as células, como as junções aderentes e os desmossomos, as principais CAMs presentes são as caderinas. Essa família de CAMs são proteínas de membrana que medeiam a adesão célula-célula por meio de seus domínios extracelulares e requerem íons Ca2+ extracelulares para funcionar corretamente. As caderinas formam ligações homofílicas entre si, o que faz com que células de um tipo semelhante se unam e pode levar à adesão seletiva de células, permitindo que as células dos vertebrados se agrupem em tecidos organizados. As caderinas são essenciais para a adesão célula-célula e a sinalização celular em animais multicelulares e podem ser divididas em dois tipos: caderinas clássicas e caderinas não clássicas.

#### Junções aderentes

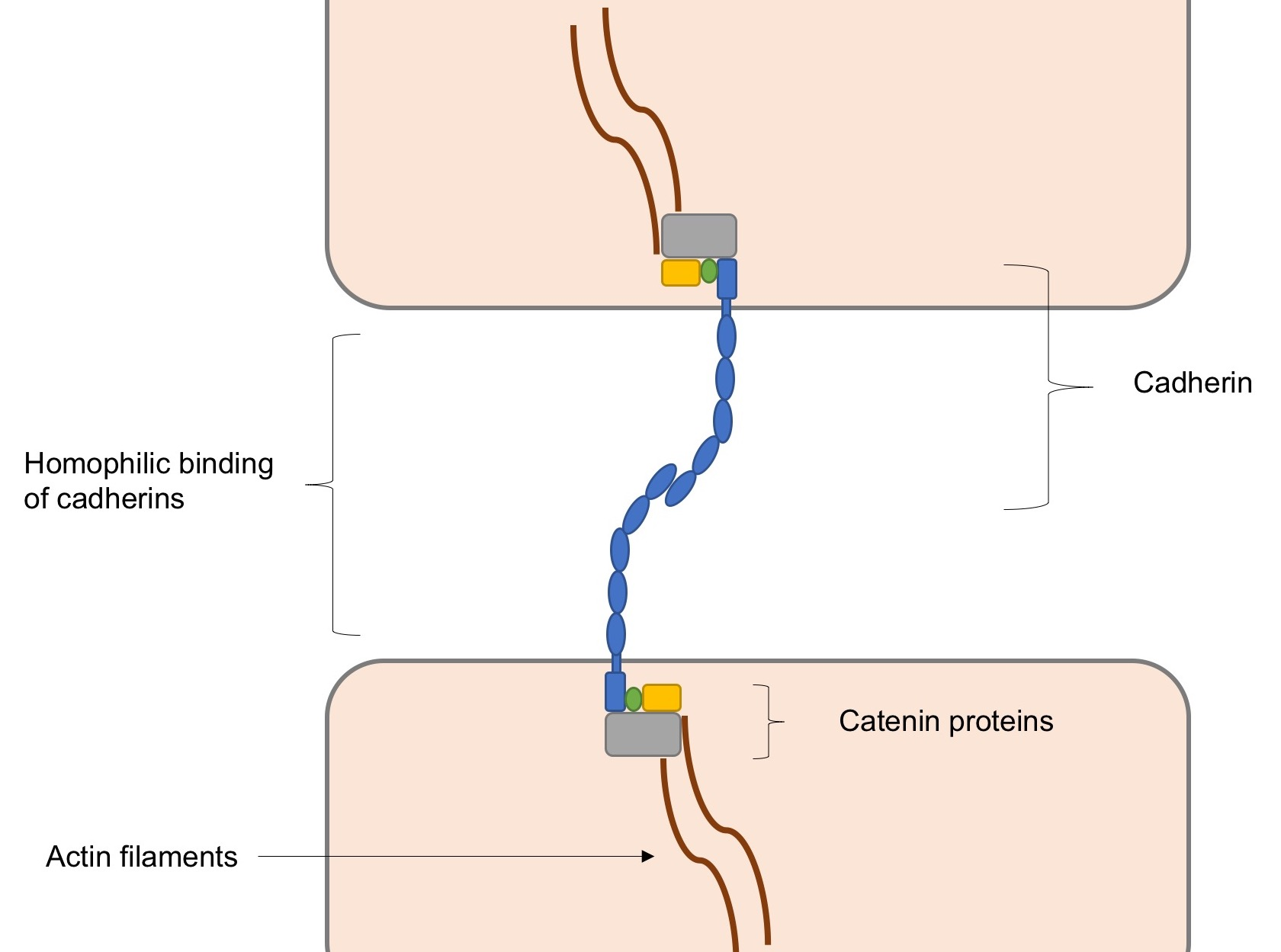
Junção aderente mostrando a ligação homofílica entre as caderinas e como a catenina a liga aos filamentos de actina.

As junções aderentes funcionam principalmente para manter a forma dos tecidos e para manter as células unidas. Nas junções aderentes, as caderinas entre células vizinhas interagem por meio de seus domínios extracelulares, que compartilham uma região conservada sensível ao cálcio em seus domínios extracelulares. Quando essa região entra em contato com íons Ca2+, os domínios extracelulares das caderinas sofrem uma mudança conformacional [en] da conformação flexível inativa para uma conformação mais rígida, a fim de sofrer ligação homofílica. Os domínios intracelulares das caderinas também são altamente conservados, pois se ligam a proteínas chamadas cateninas, formando complexos catenina-caderina. Esses complexos proteicos ligam as caderinas aos filamentos de actina. Essa associação com os filamentos de actina é essencial para que as junções aderentes estabilizem a adesão célula-célula. As interações com os filamentos de actina também podem promover o agrupamento de caderinas, que estão envolvidas na montagem das junções aderentes. Isso ocorre porque os agrupamentos de caderina promovem a polimerização do filamento de actina, que, por sua vez, promove a montagem de junções aderentes ao se ligar aos complexos caderina-catenina que se formam na junção.

#### Desmossomos
Os desmossomos são estruturalmente semelhantes às junções aderentes, mas são compostos por componentes diferentes. Em vez das caderinas clássicas, as caderinas não clássicas, como as desmogleínas e as desmocolinas [en], atuam como moléculas de adesão e estão ligadas a filamentos intermediários em vez de filamentos de actina. Nenhuma catenina está presente nos desmossomos, pois os domínios intracelulares das caderinas desmossômicas interagem com as proteínas da placa desmossômica, que formam as placas citoplasmáticas espessas nos desmossomos e ligam as caderinas aos filamentos intermediários. Os desmossomos fornecem força e resistência ao estresse mecânico ao descarregar forças nos filamentos intermediários flexíveis, mas resistentes, algo que não pode ocorrer com os filamentos rígidos de actina. Isso torna os desmossomos importantes em tecidos que enfrentam altos níveis de estresse mecânico, como o músculo cardíaco e os epitélios, e explica por que eles aparecem com frequência nesses tipos de tecidos.

#### Junções de oclusão
As junções de oclusão estão normalmente presentes nos tecidos epiteliais e endoteliais, onde vedam lacunas e regulam o transporte paracelular de solutos e fluidos extracelulares nesses tecidos que funcionam como barreiras. As junções de oclusão são formadas por proteínas transmembrana, incluindo claudinas, ocludinas [en] e tricelulinas, que se ligam intimamente umas às outras em membranas adjacentes de maneira homofílica. Semelhante às junções de ancoragem, os domínios intracelulares dessas proteínas de junções de oclusão são ligados a proteínas de suporte que mantêm essas proteínas em grupos e as ligam a filamentos de actina para manter a estrutura da junção de oclusão. As claudinas, essenciais para a formação de junções de oclusão, formam poros paracelulares que permitem a passagem seletiva de íons específicos através das junções estreitas, tornando a barreira seletivamente permeável.

#### Junções comunicantes

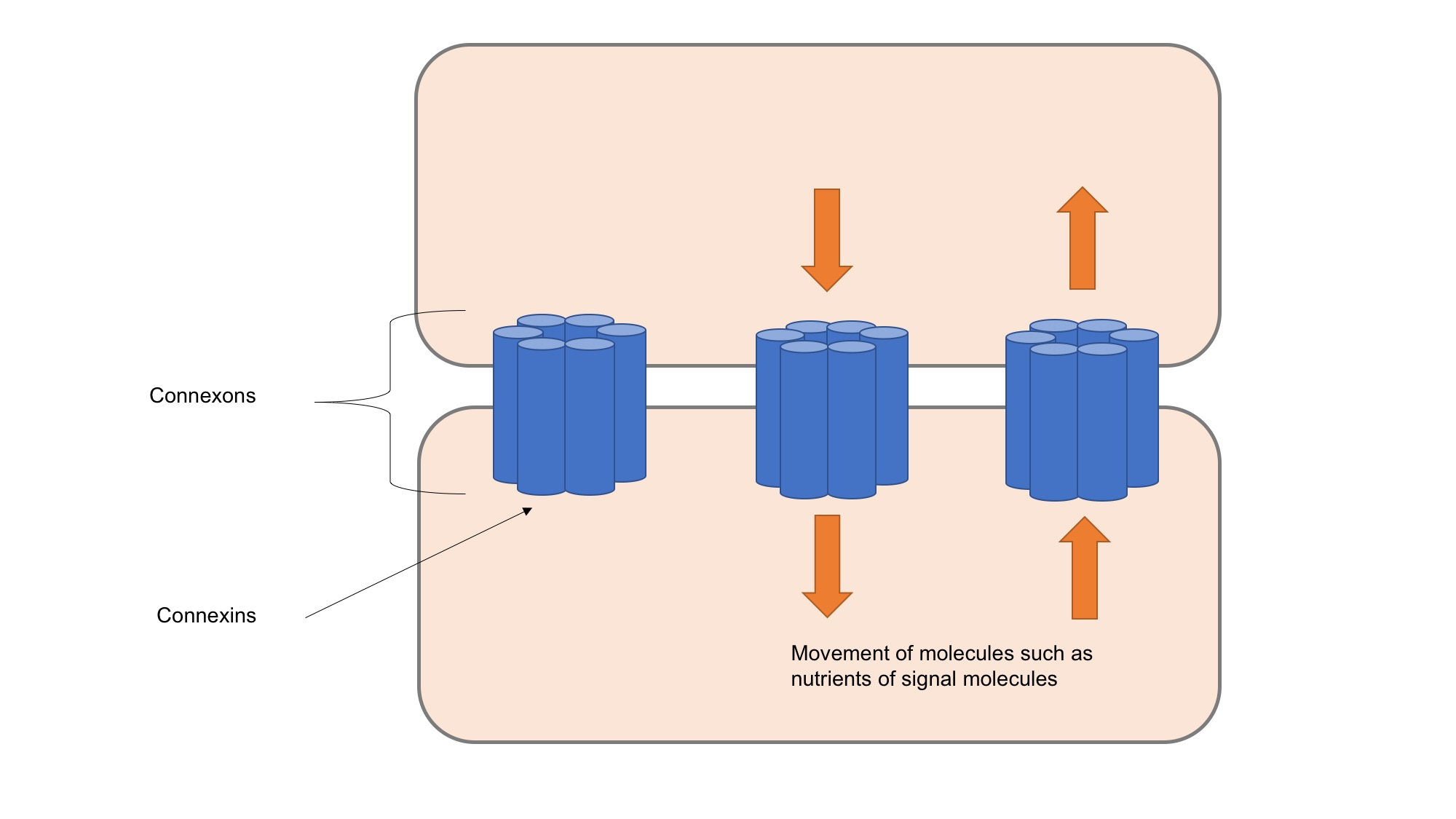
Junções comunicantes mostrando conexons e conexinas.

As junções comunicantes são compostas de canais chamados conexons [en], que consistem em proteínas transmembrana chamadas conexinas agrupadas em grupos de seis. Os conexons de células adjacentes formam canais contínuos quando entram em contato e se alinham uns com os outros. Esses canais permitem o transporte de íons e pequenas moléculas entre o citoplasma de duas células adjacentes, além de manter as células unidas e proporcionar estabilidade estrutural, como as junções de ancoragem ou junções de oclusão. Os canais de junções comunicantes são seletivamente permeáveis a íons específicos, dependendo de quais conexinas formam os conexons, o que permite que as junções comunicantes estejam envolvidas na sinalização celular, regulando a transferência de moléculas envolvidas nas cascatas de sinalização. Os canais podem responder a muitos estímulos diferentes e são regulados dinamicamente por mecanismos rápidos, como a abertura de voltagem, ou por mecanismos lentos, como a alteração do número de canais presentes nas junções de fenda.

#### Adesão mediada por selectinas
As selectinas são uma família de CAMs especializadas envolvidas na adesão transitória célula-célula que ocorre no sistema circulatório. Elas medeiam principalmente o movimento de glóbulos brancos (leucócitos) na corrente sanguínea, permitindo que os glóbulos brancos "rolem" nas células endoteliais por meio de ligações reversíveis de selectinas. As selectinas sofrem ligações heterofílicas, pois seu domínio extracelular se liga a carboidratos em células adjacentes em vez de outras selectinas, e também requerem íons Ca2+ para funcionar, da mesma forma que as caderinas. A adesão célula-célula dos leucócitos às células endoteliais é importante para as respostas imunológicas, pois os leucócitos podem se deslocar para locais de infecção ou lesão por meio desse mecanismo. Nesses locais, as integrinas nos glóbulos brancos em movimento são ativadas e se ligam firmemente às células endoteliais locais, permitindo que os leucócitos parem de migrar e se desloquem pela barreira endotelial.

#### Adesão mediada por membros da superfamília de imunoglobulina
A superfamília de imunoglobulina (IgSF) é uma das maiores superfamílias de proteínas do corpo e contém muitos CAMs diversos envolvidos em diferentes funções. Essas proteínas transmembrana têm um ou mais domínios semelhantes à imunoglobulina em seus domínios extracelulares e sofrem ligação independente de cálcio com ligantes em células adjacentes. Alguns CAMs da IgSF, como as moléculas de adesão celular neuronal (NCAMs), podem realizar ligação homofílica, enquanto outros, como as moléculas de adesão intercelular [en] (ICAMs) ou as moléculas de adesão celular vascular (VCAMs), sofrem ligação heterofílica com moléculas como carboidratos ou integrinas. Tanto as ICAMs quanto as VCAMs são expressas nas células endoteliais vasculares e interagem com as integrinas nos leucócitos para auxiliar na fixação dos leucócitos e em seu movimento através da barreira endotelial.

### Junções célula-matriz
As células criam a matriz extracelular liberando moléculas no espaço extracelular circundante. As células têm CAMs específicos que se ligam a moléculas na matriz extracelular e vinculam a matriz ao citoesqueleto intracelular. A matriz extracelular pode atuar como suporte ao organizar as células em tecidos e também pode estar envolvida na sinalização celular ao ativar vias intracelulares quando se liga aos CAMs. As junções célula-matriz são mediadas principalmente por integrinas, que também se agrupam como caderinas para formar aderências firmes. As integrinas são heterodímeros transmembrana formados por diferentes subunidades α e β, ambas com diferentes estruturas de domínio. As integrinas podem sinalizar em ambas as direções: sinalização de dentro para fora, sinais intracelulares que modificam os domínios intracelulares, podem regular a afinidade das integrinas para seus ligantes, enquanto a sinalização de fora para dentro, ligantes extracelulares que se ligam a domínios extracelulares, podem induzir mudanças conformacionais nas integrinas e iniciar cascatas de sinalização. Os domínios extracelulares das integrinas podem se ligar a diferentes ligantes por meio de ligação heterofílica, enquanto os domínios intracelulares podem ser ligados a filamentos intermediários, formando hemidesmossomos, ou a filamentos de actina, formando adsões focais.

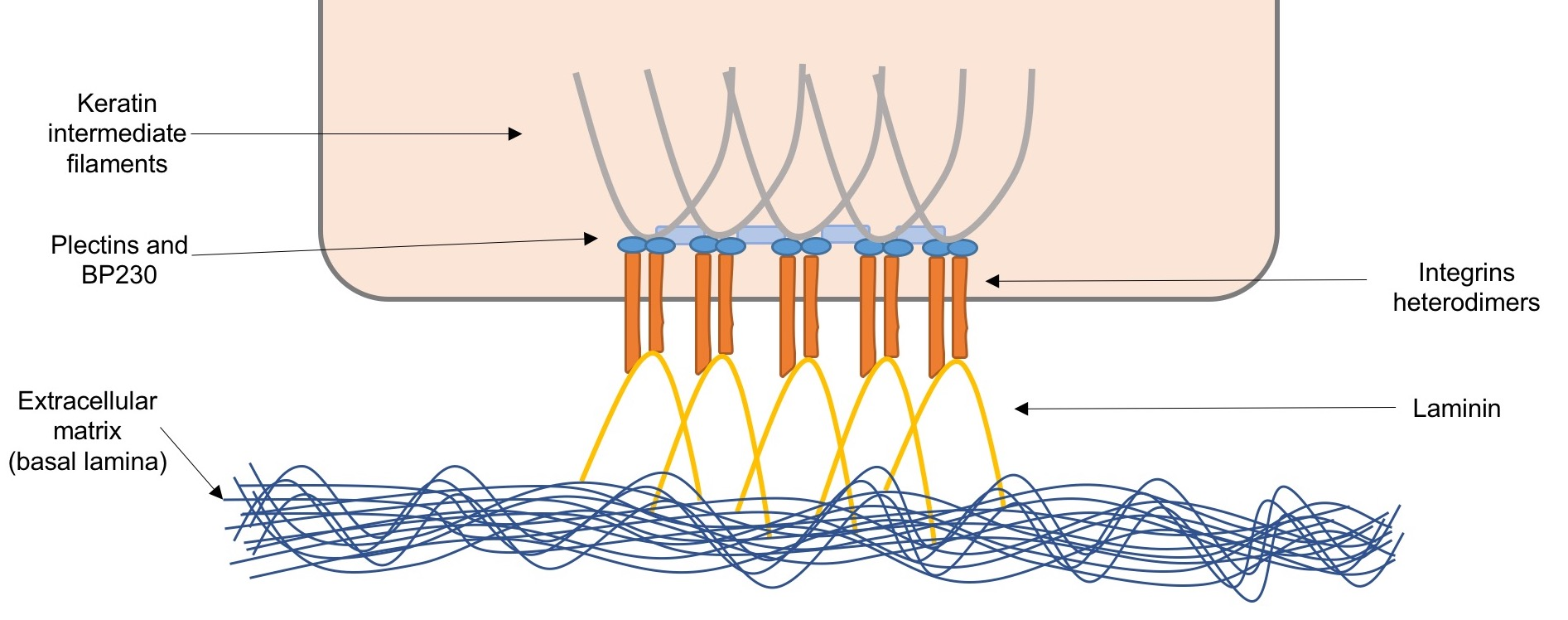
Diagrama de hemidesmossomos mostrando a interação entre integrinas e laminina, incluindo como as integrinas estão ligadas aos filamentos intermediários de queratina.

#### Hemidesmossomos
Nos hemidesmossomos, as integrinas se ligam às proteínas da matriz extracelular denominadas lamininas na lâmina basal, que é a matriz extracelular secretada pelas células epiteliais. As integrinas ligam a matriz extracelular aos filamentos intermediários de queratina, que interagem com o domínio intracelular das integrinas por meio de proteínas adaptadoras, como as plectinas e a BP230. Os hemidesmossomos são importantes para manter a estabilidade estrutural das células epiteliais, ancorando-as indiretamente por meio da matriz extracelular.

#### Adesões focais
Nas adesões focais, as integrinas ligam as fibronectinas, um componente da matriz extracelular, aos filamentos de actina no interior das células. As proteínas adaptadoras, como as talinas [en], viculinas [en], α-actininas e filaminas, formam um complexo no domínio intracelular das integrinas e se ligam aos filamentos de actina. Esse complexo multiprotéico que liga as integrinas aos filamentos de actina é importante para a montagem de complexos de sinalização que atuam como sinais para o crescimento e a motilidade das células.

## Outros organismos

### Eucariotos
As células vegetais aderem intimamente umas às outras e são conectadas por meio de plasmodesmas, canais que atravessam as paredes das células vegetais e conectam os citoplasmas das células vegetais adjacentes. As moléculas que são nutrientes ou sinais necessários para o crescimento são transportadas, passiva ou seletivamente, entre as células vegetais por meio de plasmodesmas.
Os protozoários expressam várias moléculas de adesão com diferentes especificidades que se ligam a carboidratos localizados nas superfícies de suas células hospedeiras. A adesão célula-célula é fundamental para que os protozoários patogênicos se fixem e entrem em suas células hospedeiras. Um exemplo de protozoário patogênico é o parasita da malária (Plasmodium falciparum), que usa uma molécula de adesão chamada proteína circumsporozoíta para se ligar às células do fígado e outra molécula de adesão chamada proteína de superfície merozoíta para se ligar às células vermelhas do sangue.
Os fungos patogênicos usam moléculas de adesão presentes em sua parede celular para se ligarem, por meio de interações proteína-proteína ou proteína-carboidrato, às células hospedeiras ou às fibronectinas na matriz extracelular.

### Procariotos
Os procariotos têm moléculas de adesão em sua superfície celular denominadas adesinas bacterianas, além de usar seus pili (fímbrias) e flagelos para a adesão celular. Os procariotos podem ter um único ou vários flagelos, localizados em um ou vários locais da superfície celular. Espécies patogênicas, como Escherichia coli e Vibrio cholerae, possuem flagelos para facilitar a adesão.
As adesinas podem reconhecer uma variedade de ligantes presentes nas superfícies das células hospedeiras e também componentes da matriz extracelular. Essas moléculas também controlam a especificidade do hospedeiro e regulam o tropismo (interações específicas de tecido ou célula) por meio da interação com seus ligantes.

### Vírus
Os vírus também têm moléculas de adesão necessárias para a ligação viral às células hospedeiras. Por exemplo, o vírus da gripe tem uma hemaglutinina em sua superfície que é necessária para o reconhecimento do açúcar ácido siálico nas moléculas da superfície da célula hospedeira. O HIV tem uma molécula de adesão denominada gp120 que se liga ao seu ligante CD4, que é expresso nos linfócitos. Os vírus também podem ter como alvo os componentes das junções celulares para entrar nas células hospedeiras, o que acontece quando o vírus da hepatite C tem como alvo as ocludinas e claudinas nas junções estreitas para entrar nas células do fígado.

## Implicações clínicas
A disfunção da adesão celular ocorre durante a metástase do câncer. A perda da adesão célula-célula em células tumorais metastáticas permite que elas escapem do local de origem e se espalhem pelo sistema circulatório. Um exemplo de CAMs desreguladas no câncer são as caderinas, que são inativadas por mutações genéticas ou por outras moléculas de sinalização oncogênica, permitindo que as células cancerosas migrem e sejam mais invasivas. Outros CAMs, como as selectinas e as integrinas, podem facilitar a metástase ao mediar as interações célula-célula entre as células tumorais metastáticas migratórias no sistema circulatório com as células endoteliais de outros tecidos distantes. Devido à ligação entre os CAMs e a metástase do câncer, essas moléculas podem ser alvos terapêuticos em potencial para o tratamento do câncer.
Há também outras doenças genéticas humanas causadas por uma incapacidade de expressar moléculas de adesão específicas. Um exemplo é a deficiência de adesão leucocitária tipo I (LAD-I), em que a expressão da subunidade de integrina β2 é reduzida ou perdida. Isso leva à redução da expressão de heterodímeros de integrina β2, que são necessários para que os leucócitos se fixem firmemente à parede endotelial em locais de inflamação para combater infecções. Os leucócitos de pacientes com LAD-I não conseguem aderir às células endoteliais e os pacientes apresentam episódios graves de infecção que podem ser fatais.
Uma doença autoimune denominada pênfigo também é causada pela perda de adesão celular, pois resulta de autoanticorpos que têm como alvo as caderinas desmossômicas da própria pessoa, o que faz com que as células epidérmicas se desprendam umas das outras e cause bolhas na pele.
Os microrganismos patogênicos, inclusive bactérias, vírus e protozoários, precisam primeiro aderir às células hospedeiras para infectar e causar doenças. A terapia anti-adesão pode ser usada para prevenir a infecção, tendo como alvo as moléculas de adesão no patógeno ou na célula hospedeira. Além de alterar a produção de moléculas de adesão, também podem ser usados inibidores competitivos que se ligam às moléculas de adesão para impedir a ligação entre as células, atuando como agentes anti-adesivos.